# Carrier Fortin
Carrier Fortin (Beauceville, 9 septembre 1915 - Sherbrooke, 19 septembre 2007 à l'âge de 92 ans), est un juriste et homme politique québécois.

## Biographie
Il commence sa carrière en tant qu’avocat, à Asbestos, en 1941 et fonde un journal Le Citoyen et y a collaboré.
Il est élu député libéral de Sherbrooke en 1962 et est nommé ministre sans portefeuille dans le cabinet Lesage de 1962 à 1963. Il devient alors ministre du Travail dans le même cabinet de 1963 à 1966. Il est à l'origine du premier Code du Travail en 1964.
C'est sous ce gouvernement qu'est accordé aux fonctionnaires le droit d'association, de négociation et d'affiliation à un syndicat, de même que le droit de grève. Le projet de loi, adopté en 1965, accorde également la sécurité d'emploi aux employés de l'État.
Il est nommé juge à la Cour supérieure le 13 novembre 1969, devient président du Comité des juges en 1973. Il est juge surnuméraire à compter de 1984. Il prend sa retraite en 1990.
Il est le fils de l'ancien député libéral Joseph-Édouard Fortin (en).
Le fonds d'archives de Carrier Fortin est conservé au centre d'archives de l'Estrie de Bibliothèque et Archives nationales du Québec.